# Amt Burg-Sankt Michaelisdonn
L'Amt Burg-Sankt Michaelisdonn est un amt, c'est-à-dire une forme d'intercommunalité du Schleswig-Holstein, dans l'arrondissement de Dithmarse, dans le Nord de l'Allemagne. Il regroupe 14 municipalités et 15 487 habitants (2019).

## Source de la traduction
- (de) Cet article est partiellement ou en totalité issu de l’article de Wikipédia en allemand intitulé « Amt Burg-Sankt Michaelisdonn » (voir la liste des auteurs).